# 臺灣植物誌
《臺灣植物誌》共有二版，皆以英文撰寫。第一版於1975年至1979年間陸續出版六卷，第二版則於1993年-2002年陸續出版，亦共六卷。內容為台灣維管束植物之記錄，且是「對臺灣維管束植物記述最詳盡的著作」。
《植物誌》可「為國內外從事自然資源經營管理、農林產業、教育及學術研究等眾多人士所必備之書籍」。

## 第一版
1969年，中美雙方政府簽定了一項共同編輯臺灣植物誌的協議，並於1973年組成了包括了李惠林、劉棠瑞、黃增泉、小山鐵夫、棣慕華等五位專家的編輯委員會。此共六卷的植物誌在1975年至1979年之間，陸續出版完成。
主要目的是能使未來命名議題能更為清楚(指分類學上的命名)，並成為其他研究的基石。

### 內容
本書共分為六卷(六大冊)，頁數及內容如次：
- 第一卷：共562頁；蕨類植物及裸子植物。
- 第二卷：共722頁；雙子葉植物
- 第三卷：共1000頁；雙子葉植物
- 第四卷：共994頁；雙子葉植物
- 第五卷：共1166頁；單子葉植物
- 第六卷：共665頁；總名錄、索引，及文獻等。

內容涵蓋當時調查之維管束植物共有233 科、1355屬、及4220種，著錄這些維管束植物之學名、形態描述、檢索、插圖、引證標本、分佈地區、總名錄、索引等。
其各科的排列方式所採的系統為恩格勒的分類系統，並參考哈欽松的分類系統，

### 編輯委員
在《臺灣植物誌》第六卷裡列出的編輯委員共有：(說明中的職位為其當時職位)
- 李惠林  Hui Lin LI(1911年-2002年)：賓州大學，主編。
- 劉棠瑞Tang Shui LIU(1911年-1997年)：台灣大學
- 黃增泉Tseng Chieng HUANG (1931年-)：台灣大學，執行祕書
- 小山鐵夫 Tetsuo Michael KOYAMA (1933年-)：紐約植物園。
- 棣慕華 Charles Edward DE VOL(1903-1989)：台灣大學

### 其他
目前常與第二版臺灣植物誌互相對照使用。已數位化，參見外部連結。

## 第二版
《臺灣植物誌》第二版的修訂，源自於1984 年，由行政院國家科學委員會委託台灣大學植物系黃增泉教授主持規劃本書之出版。黃增泉邀集以國內學者為主，並有美國、日本、荷蘭、澳洲、新加坡、中國等地，共約百位學者參與，總計出版六卷(基本上與第一版相同)，於1993年至2003年之間分別出版，內容以英文撰寫。

### 內容
本版本一共收錄 4,339 種維管束植物，內容則記錄了這些植物的學名、形態描述(含手繪圖圖版)、檢索、引證標本、分佈地區、相關文獻、插圖照片，總名錄及索引等。
其中原產於臺灣者 4,077 種；為臺灣特有，未見於世界其他地方者1,067 種；262 種為歸化或重要外來植物。謝長富教授並為文於第六冊中予以詳細說明了台灣植物之組成、特有性及其親緣關係。
本書共分為六卷(六大冊)，頁數及內容如次：
- 第一卷：1994年，共648頁；蕨類植物及裸子植物。另有謝長富、沈中桴、楊國禎等為文介紹台灣的植物相。
- 第二卷：1996年，共855頁；雙子葉植物
- 第三卷：1993年，共1084頁；雙子葉植物
- 第四卷：1998年，共1217頁；雙子葉植物
- 第五卷：2000年，共1143頁；單子葉植物
- 第六卷：2003年，共343頁；總名錄、索引，及文獻等。另有謝長富為文說明台灣植物相的特色(組成、特有性、親緣關係)。

前五冊的植物形態手繪圖，共有2111張圖版，其中很大一部份乃沿用自第一版的圖版，主要的繪圖者為臺大植物標本館的陳建鑄。

### 編輯委員會
《臺灣植物誌》第二版以編輯委員會的名義出版，各卷的委員若干，其中一員為執行編輯，委員乃由主編黃增泉延聘該卷內容的植物分類專家任之     。時為台大植物系教授黃增泉與謝長富擔任全部六卷的主編及祕書。
- 黃增泉：主編。
- 謝長富：祕書、執行編輯(第三卷、第六卷)。
- 耿煊：第一卷編輯。(時為新加坡大學植物系教授)
- 謝萬權：第一卷執行編輯。
- 蔡進來：第一卷編輯、第六卷編輯。(時為中興大學植物系教授)
- 胡哲明：第一卷圖版編輯。
- 沈中桴：第一卷圖版編輯、第三卷編輯。
- 楊國禎：圖版編輯(第一卷、第三卷)、第六卷編輯
- David E. Boufford：編輯(第二卷、第四卷、第五卷、第六卷)
- Hiroyoshi Ohashi (大橋廣好)：編輯(第二卷、第三卷、第四卷、第五卷、第六卷)
- 楊遠波：第二卷執行編輯。
- 呂勝由：第二卷圖版編輯
- 李振宇：第三卷編輯
- 羅漢強：第三卷編輯
- 王震哲：第三卷編輯
- Porter P. Lowry II：第四卷編輯
- 彭鏡毅：第四卷執行編輯、第六卷編輯
- 郭長生：第五卷執行編輯、第六卷編輯
- 蘇鴻傑：第五卷編輯
  - 編輯助理：楊綉玉(第一、二、三、四卷)、胡哲明(第三卷)、蕭錦隆(第四、五、六卷)、林惠雯(第四卷)、余建利(第四卷)、葉宏毅(第五卷)、蕭詩馨(第五卷)、蔡潤苗(第六卷)[12]。

### 獲奬
2004年，本書榮獲國際植物分類學會 (International Association for Plant Taxonomy, IAPT) 頒發「恩格勒銀質獎章」 (Engler Silver Medal)。

## 文獻
- Li, H. L. et al. (eds.). 1975-1979. Flora of Taiwan, vol. 1-6. Taipei: Epoch Pub. Ltd.
- Huang, T.-C. et al. (eds.). 1993-2003. Flora of Taiwan, 2nd ed.,  vol. 1-6. Taipei: Editorial Committee, Dept. Bot., NTU.
- 郭城孟等(編著者)，1997-2002。臺灣維管束植物簡誌第一至六卷。台北：行政院農委會。

## 外部連結
- 第一版臺灣植物誌 （页面存档备份，存于）
- 第二版臺灣植物誌 （页面存档备份，存于）
- 台灣維管束植物簡志 （页面存档备份，存于）